# ソウル高速バスターミナル
座標: 北緯37度30分22秒 東経127度00分25秒 / 北緯37.506008度 東経127.006987度
ソウル高速バスターミナル（ソウルこうそくバスターミナル）は、ソウル特別市瑞草区にあるバスターミナルである。正式には2つのターミナルが隣接しているという形であるが、本稿ではどちらも「ソウル高速バスターミナル」として扱う。

## 概要
- 1976年に、それまで江北にあったバスターミナルを統合し現在地に移転。（ただし仮設）。1980年9月19日に到着口が、1981年10月11日には現在の3階まで乗車場があるバスターミナル（現在の京釜線ターミナル）が完成した。（現在は1階のみ使われている）その後2000年に隣接地にセントラルシティーが開業し、湖南線がこちらに移管された。

### 名称について
- 最初からある側のターミナルは、正式名称が「ソウル高速バスターミナル」である。しかしながら新ターミナルと区別する必要がある場合は「京釜線ターミナル」・「ソウル京釜」等と呼ぶことがある。インターネットの予約コードは010である。
- セントラルシティーは「湖南線ターミナル」・「ソウル湖南」等と呼ぶことがある。インターネットの予約コードは020である。
- 2つの総称としても「ソウル高速バスターミナル」の名称を使うことがあるため、ソウル高速バスターミナル行きとされたバスがセントラルシティーの方に到着することもある。また混同を防ぐ理由もあるためか、「ソウル江南バスターミナル」・「江南高速バスターミナル」と呼ぶ場合もある。

### 注意点
- 京釜線ターミナルは全て高速バス扱いのターミナルであるが、セントラルシティーは市外バスも発着する。このため東方面に行くバスでも、春川行きなどは市外バス扱いのためセントラルシティーの発着となる。
- 京釜線発着便、及びセントラルシティー到着便路線のインターネット予約は全国版の高速バス予約ホームページから可能であるが、セントラルシティーを出発する路線はここではできず、別のホームページからの予約となる。

## 発着路線

### 京釜・嶺東線
- 江陵
- 慶州
- 高麗大・弘益大（世宗特別自治市）
- 公州
- 亀尾
- 錦山
- 金泉
- 金海
- 大邱
- 大田
- 大田屯山（政府総合庁舎）
- 東海高速バスターミナル
- 馬山
- 釜山総合高速バスターミナル
- 三陟
- 尚州
- 束草
- 安城
- 襄陽
- 驪州
- 永川
- 牙山
- 龍仁
- 蔚山
- 原州
- 利川
- 店村（チョムチョン）（慶尚北道聞慶市）
- 堤川
- 鳥致院（チョチウォン）（世宗特別自治市）
- 晋州
- 昌原
- 天安
- 清州
- 統営
- 平沢
- 浦項
- 黄澗（ファンガン）（忠清北道永同郡）

### 湖南線
- 光州
- 麗水
- 全州
- 忠州
- 春川

など

## 交通アクセス

### 空港バス
- 仁川国際空港・金浦国際空港からのバスのうち、6000・6020系統は両ターミナルの北側路上のバス停に、6040番はセントラルシティーのJWマリオットホテル内に発着する。

### 一般バス
- ターミナル北側路上の「高速ターミナル」（一部路線は江南高速ターミナル・高速ターミナル京釜線・高速ターミナル湖南線というバス停名称）、南側の「セントラルシティー」（一部路線はソウル聖母病院というバス停名称）の利用。

### 鉄道
- 高速ターミナル駅（3号線・7号線・9号線）